# Jeux d'Asie du Sud-Est de 2015
Navigation
Édition précédente Édition suivante
Les Jeux d'Asie du Sud-Est de 2015, vingt-huitième édition des Jeux d'Asie du Sud-Est, ont eu lieu du 5 au 16 juin 2015 à Singapour.

## Nations participantes
11 nations participent aux Jeux.
- Brunei (73 athlètes)
- Cambodge (177 athlètes)
- Indonésie (517 athlètes)
- Laos (183 athlètes)
- Malaisie (644 athlètes)
- Birmanie (382 athlètes)
- Philippines (466 athlètes)
- Singapour (743 athlètes)
- Thaïlande (744 athlètes)
- Timor oriental (59 athlètes)
- Viêt Nam (382 athlètes)

## Épreuves
| - Athlétisme - Aviron - Badminton - Basket-ball - Bateau-dragon - Billard et snooker - Boxe - Bowling - Canoë-kayak - Cyclisme - Escrime - Équitation - Football | - Gymnastique - Hockey sur gazon - Judo - Netball - Pencak-Silat - Pétanque - Rugby à sept - Sepak takraw - Sports aquatiques - Natation - Natation synchronisée - Plongeon - Ski nautique - Water-polo | - Taekwondo - Tennis - Tennis de table - Tir à l'arc - Tir sportif - Triathlon - Voile - Volley-ball - Wushu |

## Tableau des médailles
Le tableau est trié par défaut selon le nombre de médailles d'or, puis, en cas d'égalité, selon le nombre de médailles d'argent, et enfin selon le nombre de médailles de bronze. 
| Rang  | Nation         | Or  | Argent | Bronze | Total |
| ----- | -------------- | --- | ------ | ------ | ----- |
| 1     | Thaïlande      | 95  | 83     | 69     | 247   |
| 2     | Singapour      | 84  | 73     | 102    | 269   |
| 3     | Viêt Nam       | 73  | 53     | 60     | 186   |
| 4     | Malaisie       | 62  | 58     | 66     | 186   |
| 5     | Indonésie      | 47  | 61     | 74     | 182   |
| 6     | Philippines    | 29  | 36     | 66     | 131   |
| 7     | Birmanie       | 12  | 26     | 31     | 69    |
| 8     | Cambodge       | 1   | 5      | 9      | 15    |
| 9     | Laos           | 0   | 4      | 25     | 29    |
| 10    | Brunei         | 0   | 1      | 6      | 7     |
| 11    | Timor oriental | 0   | 1      | 1      | 2     |
| Total | Total          | 403 | 401    | 509    | 1313  |

- Pays organisateur